# Музей Ніколи Тесли
Музей Ніколи Тесли (серб. Музеј Николе Тесле / Muzej Nikole Tesle) — науковий музей в центральному районі Белграду (Сербія), повністю присвячений діяльності Ніколи Тесли.

## Історія

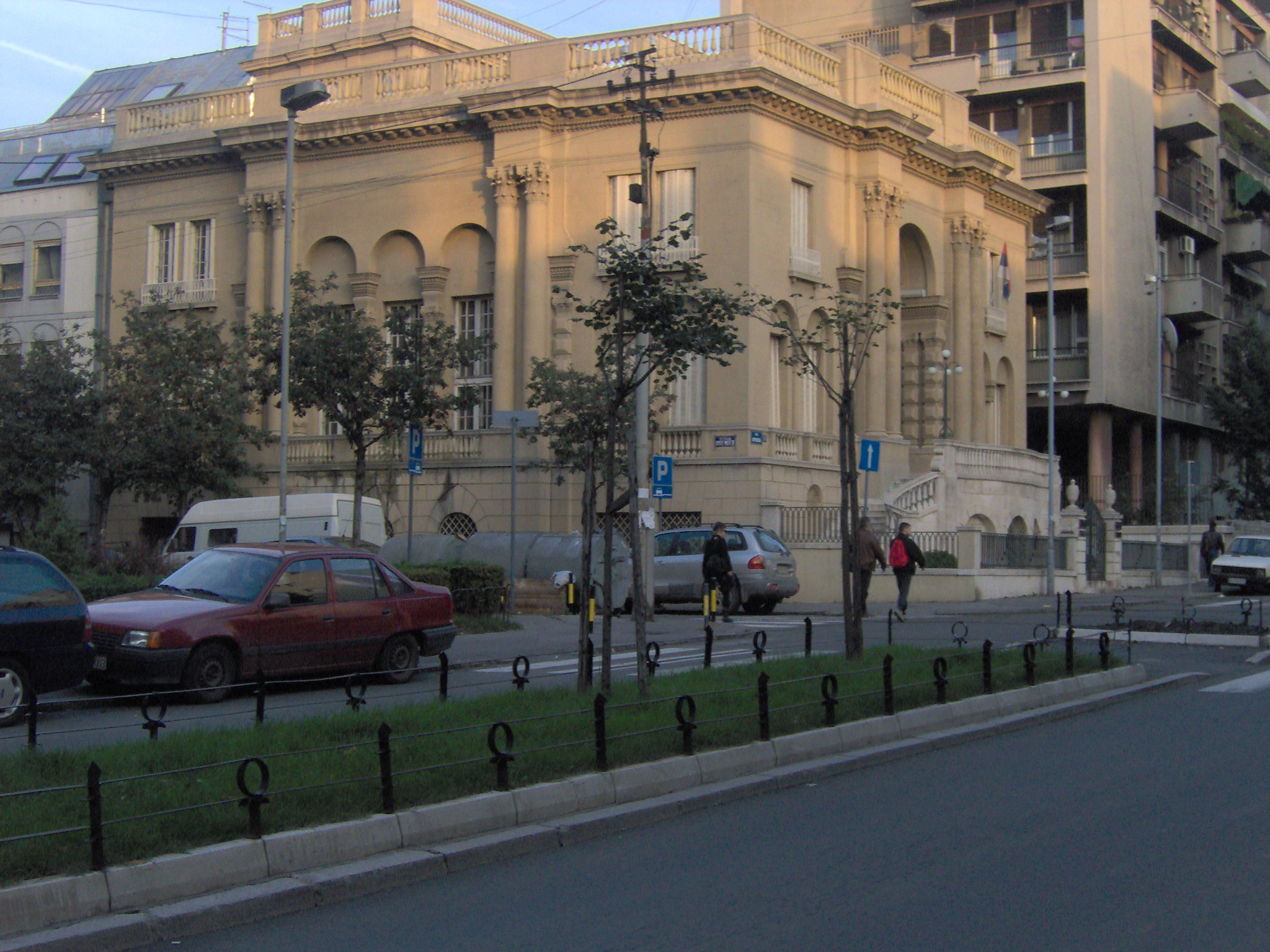
Прилегла до музею вулиця.

Засновано музей 5 грудня 1952 року за рішенням Уряду Республіки Югославія і розмістився музей в двоповерховому особняку на вулиці Пролетарських бригад в Белграді, побудований ще в 1927 році по проекту сербського архітектора Дражича Брашована.
На першому поверсі музею розміщена експозиція робочих моделей пристроїв та апаратів, які винайшов Нікола Тесла, а також зібрання матеріалів і документів, в яких життя і діяльність винахідника.
На другому поверсі зберігаються рукописи Ніколи Тесли, його записна книжка, листи, книги із особистої бібліотеки, а також інші матеріали, призначені для дослідження творчої спадщини винахідника.
Всього в музейній колекції нараховується близько 160 000 оригінальних документів, більш ніж 2000 книг і журналів, більш ніж 1200 технічних винаходів і декілька тисяч фотографій, схем і рисунків, що належали Ніколі Теслі, а також його особисті речі.
Всі документи і особисті речі Ніколи Тесли були передані Белграду ще в 1949 році Савою Косановичем, згідно з останньою волею самого Тесли.
На сьогодні — єдиний музей у світі, що зберігає оригінальні документи і особисті речі Ніколи Тесли. З цієї причини музей надає всіляку підтримку і сприяння дослідникам діяльності Тесли, а також забезпечує доступ до інформації для дослідників історії науки, винаходів і патентного права.

Директор музею (дані на 2010 рік) — Branimir Jovanović.

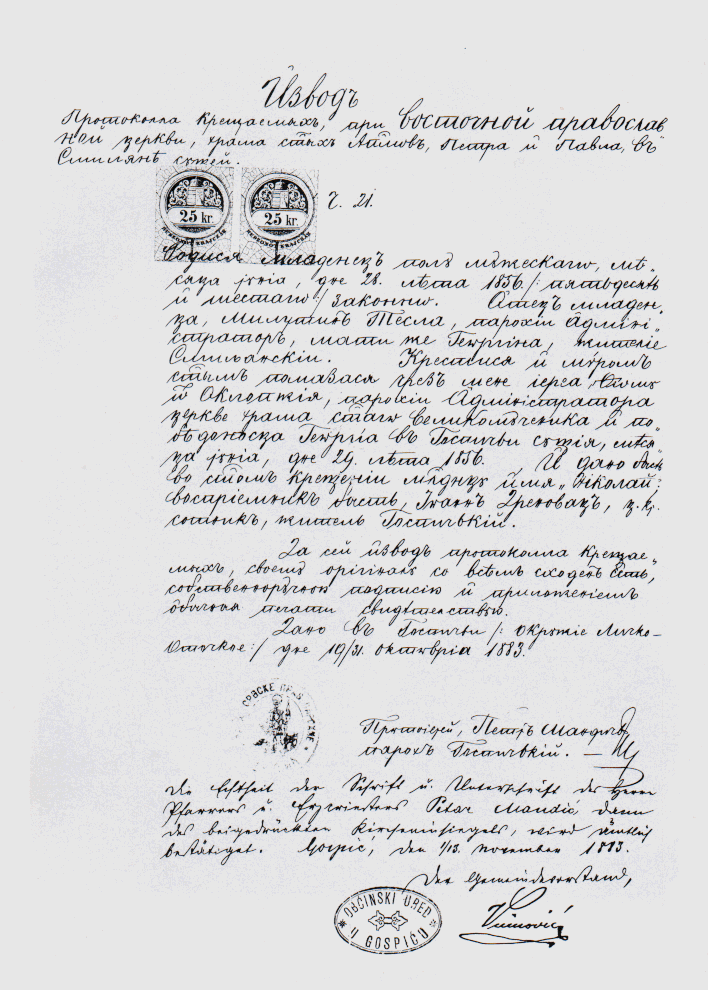
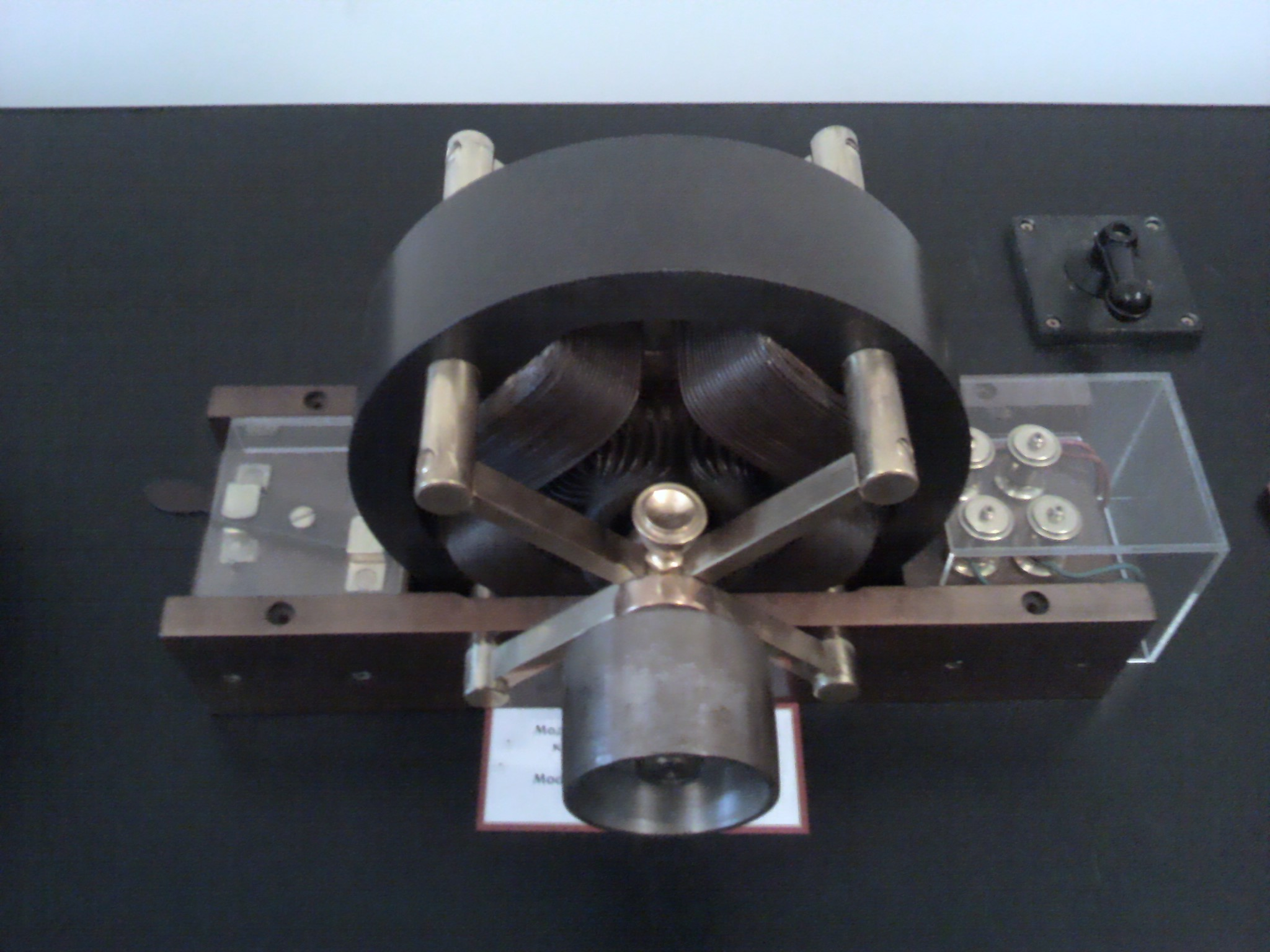
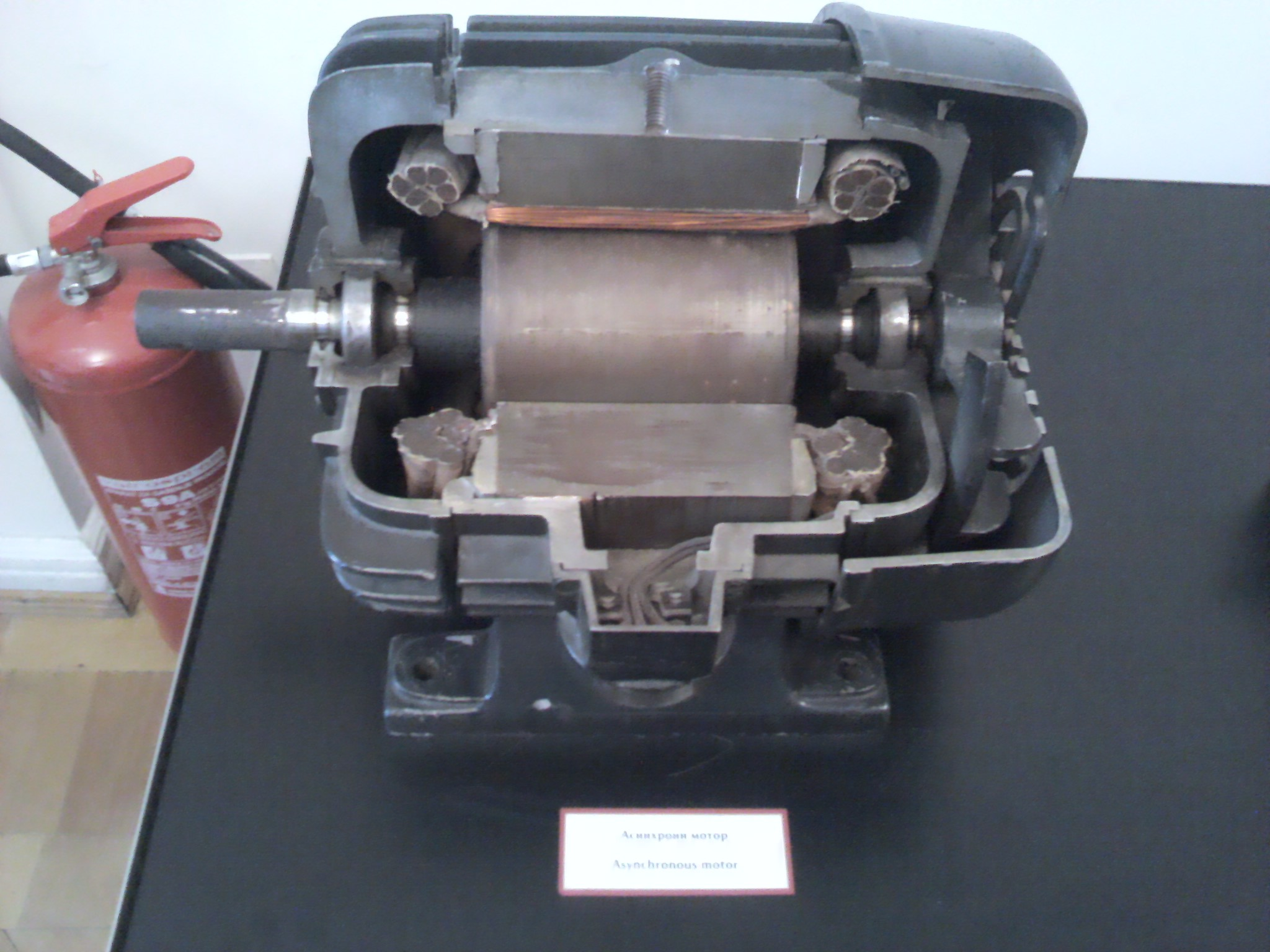
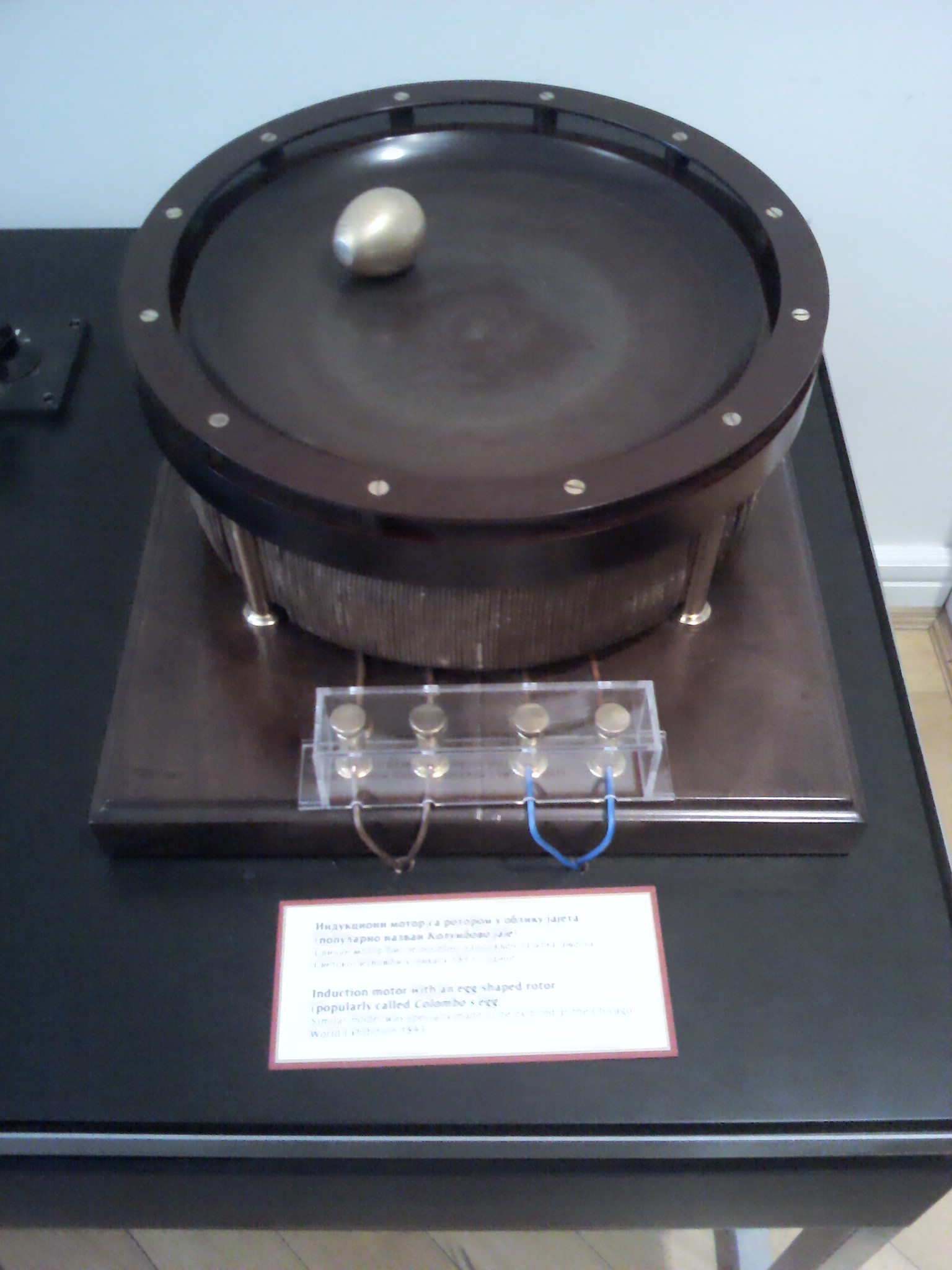
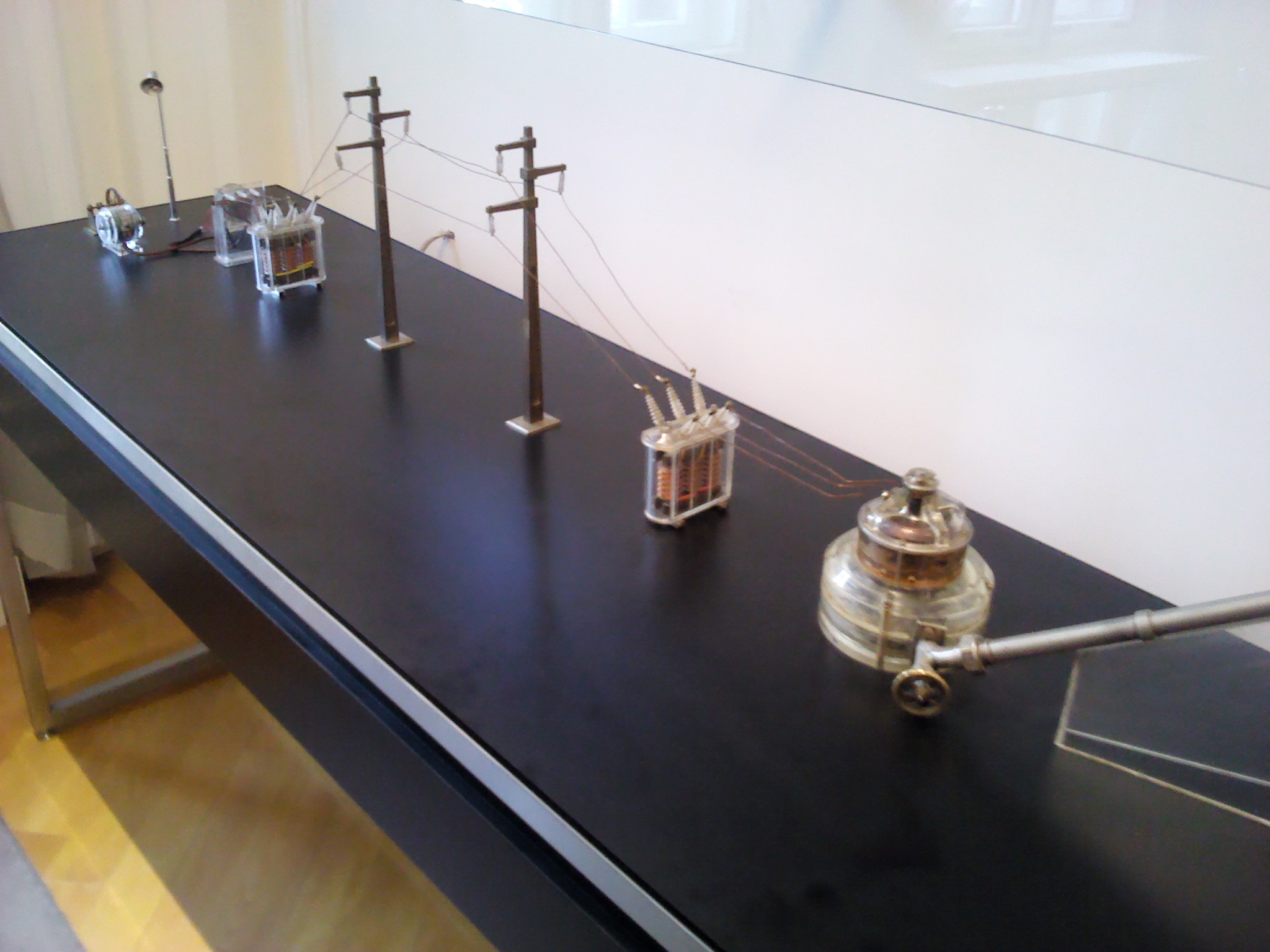
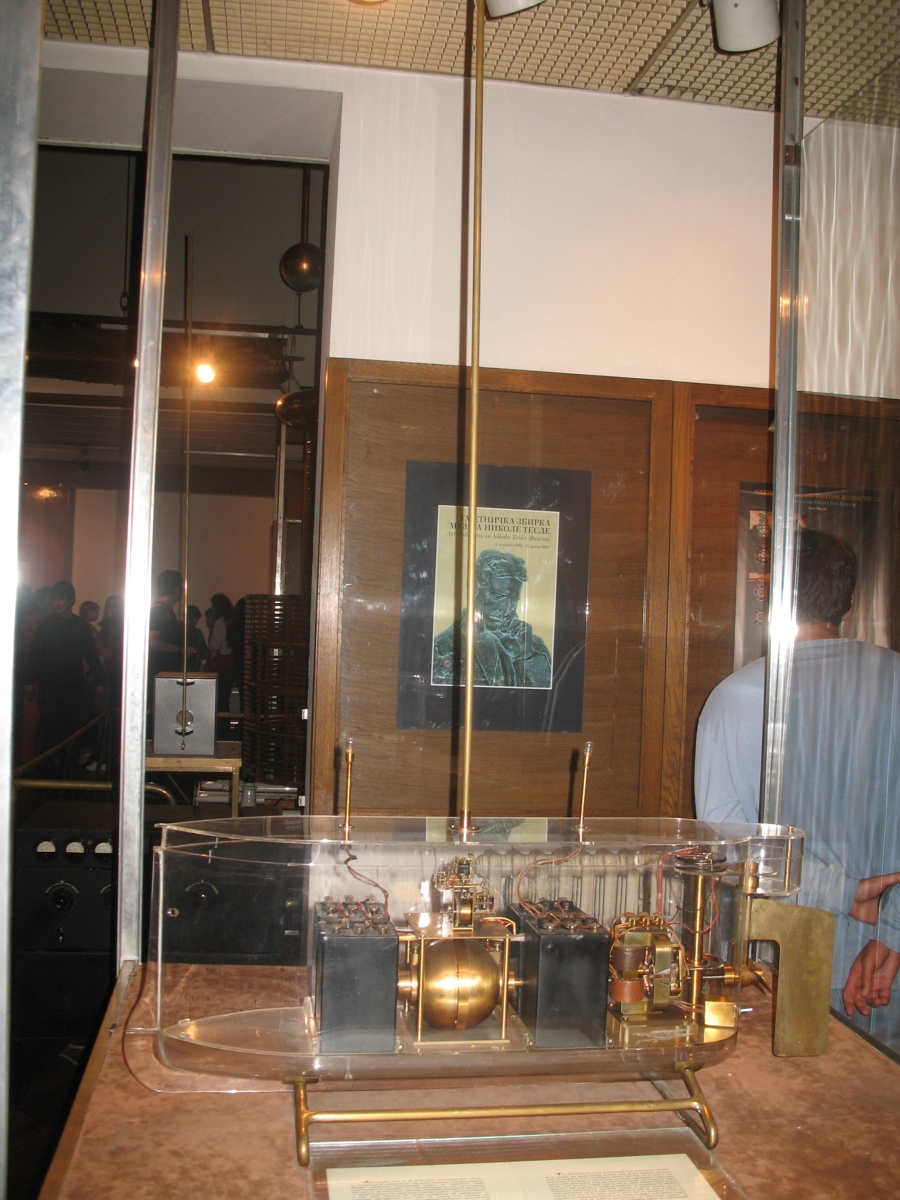
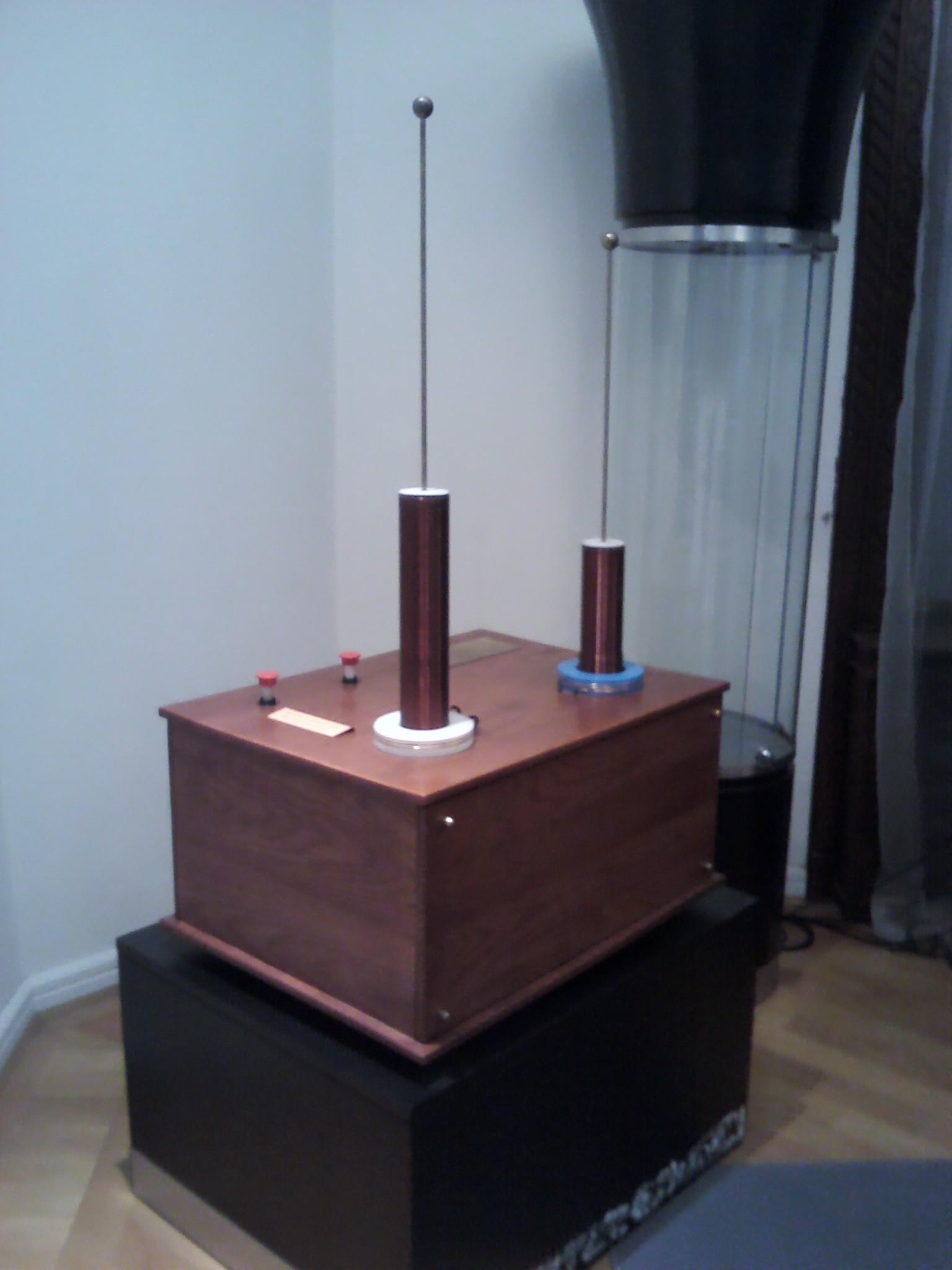
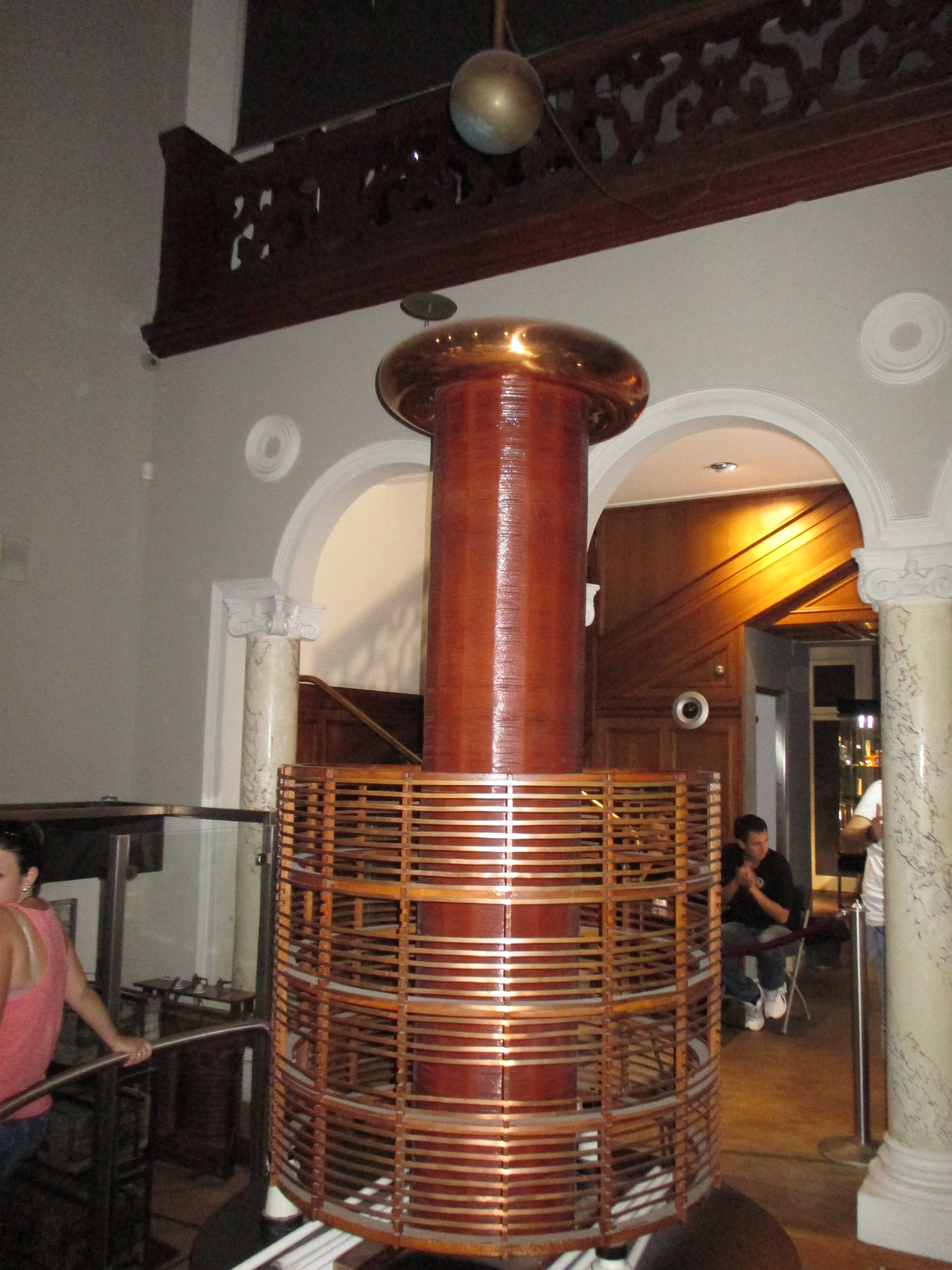
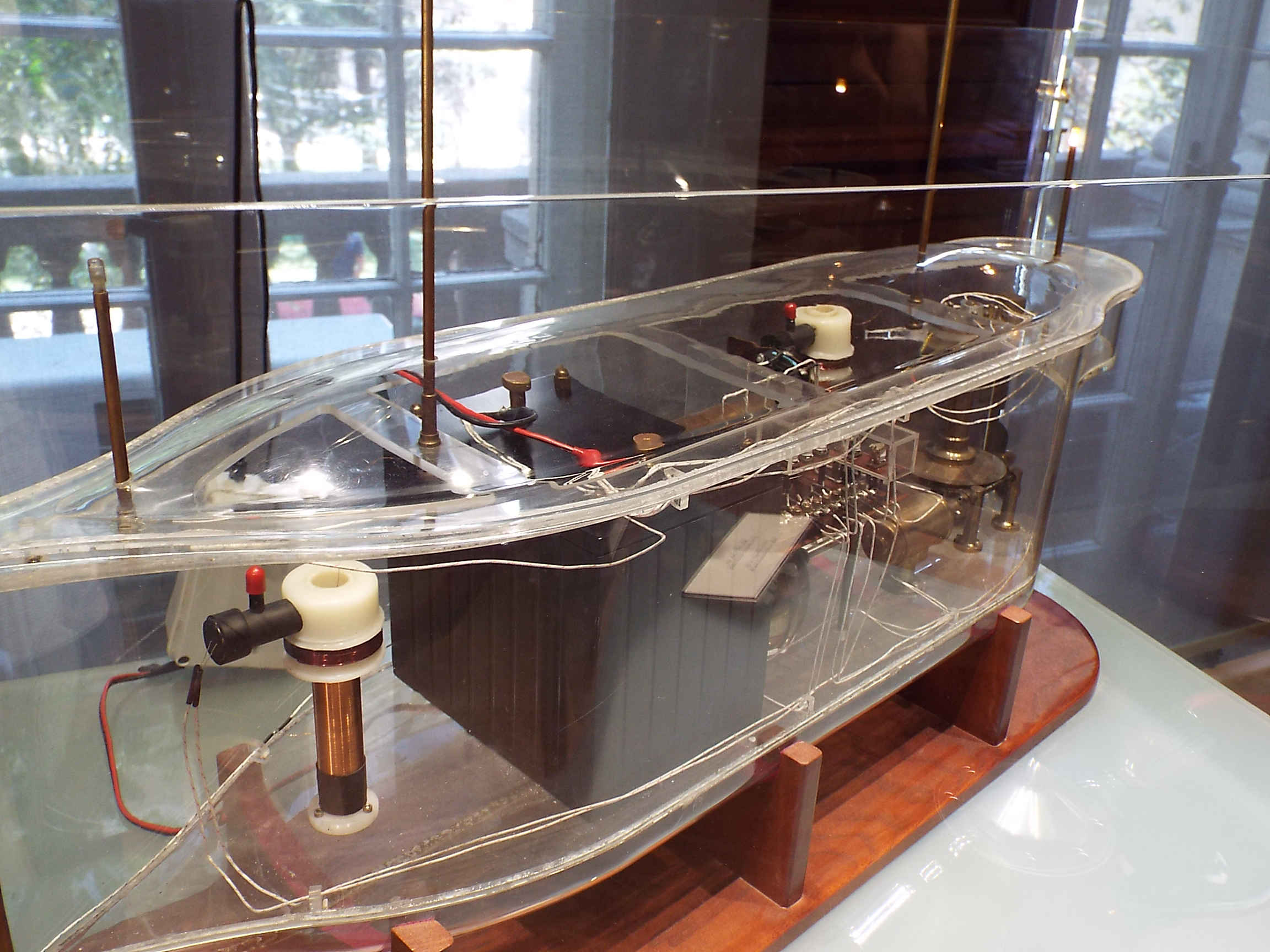
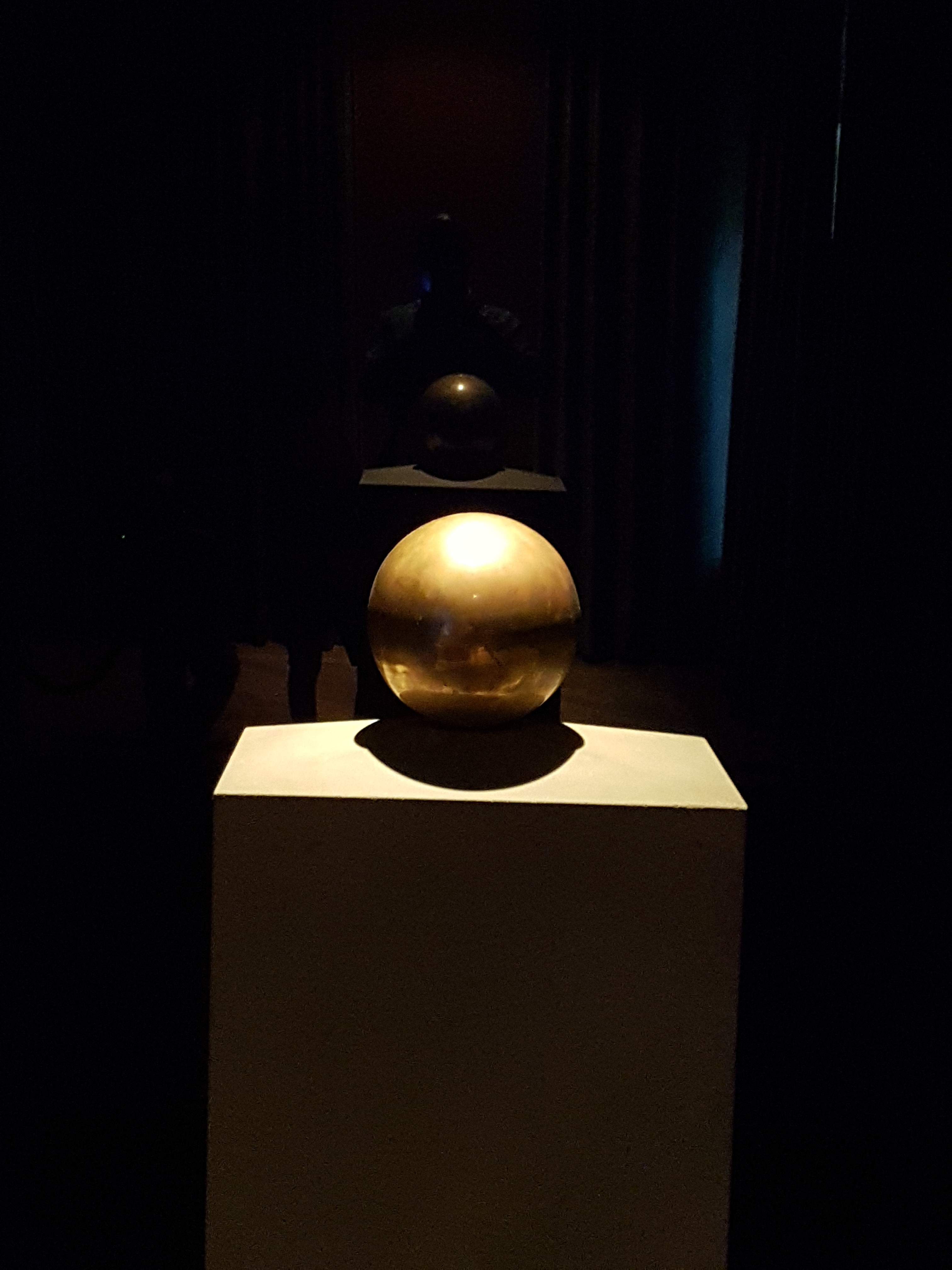
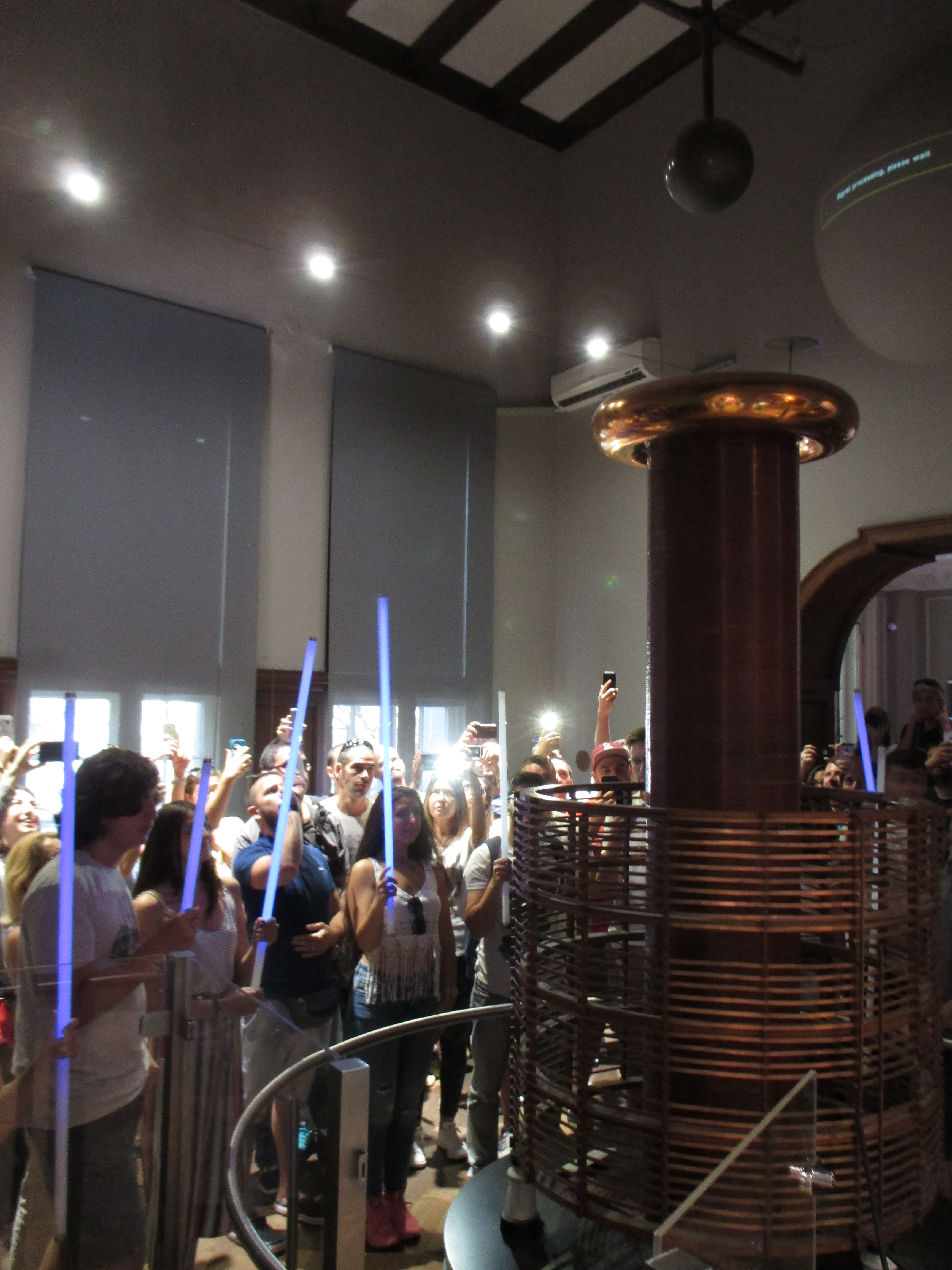
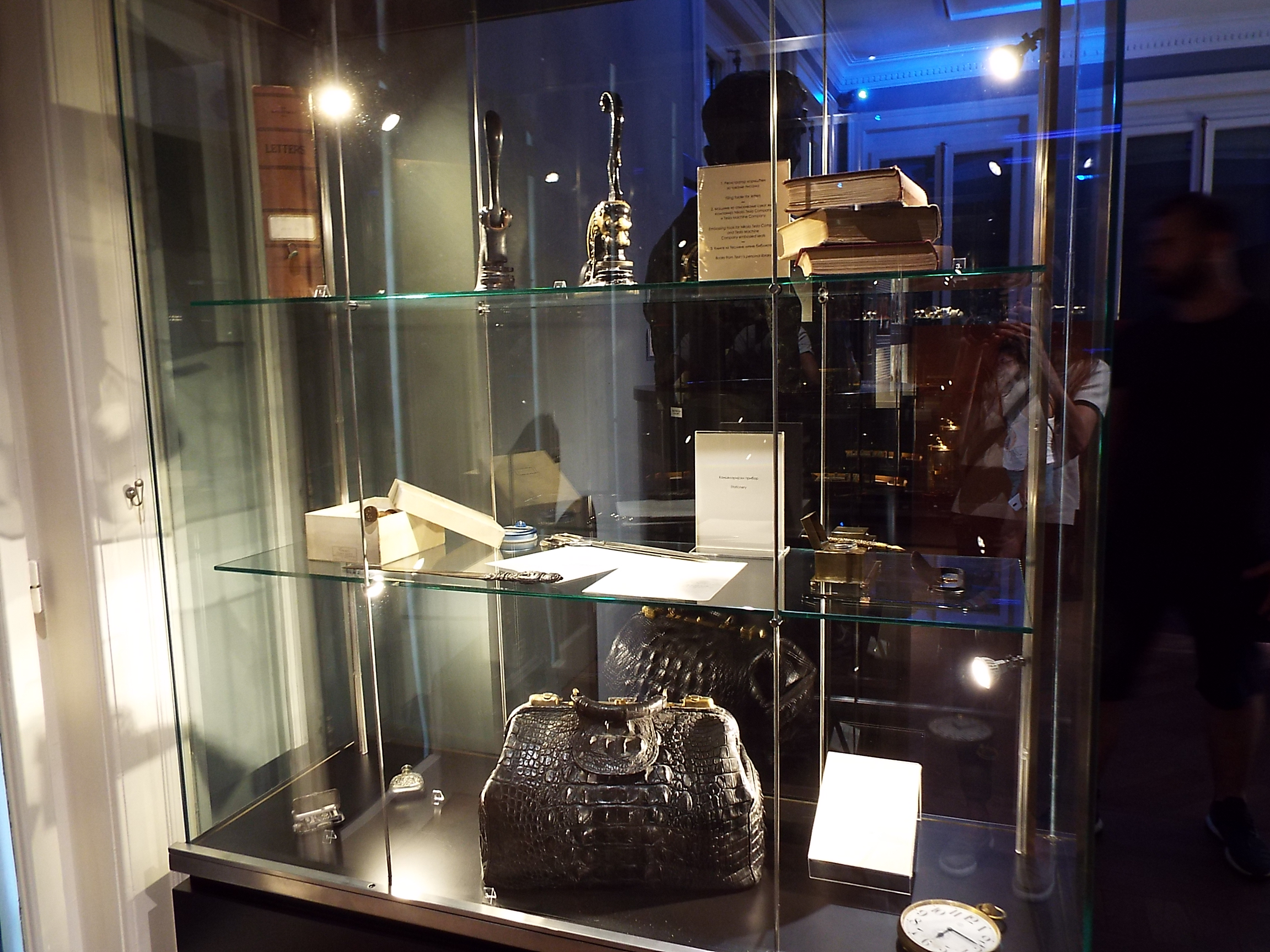
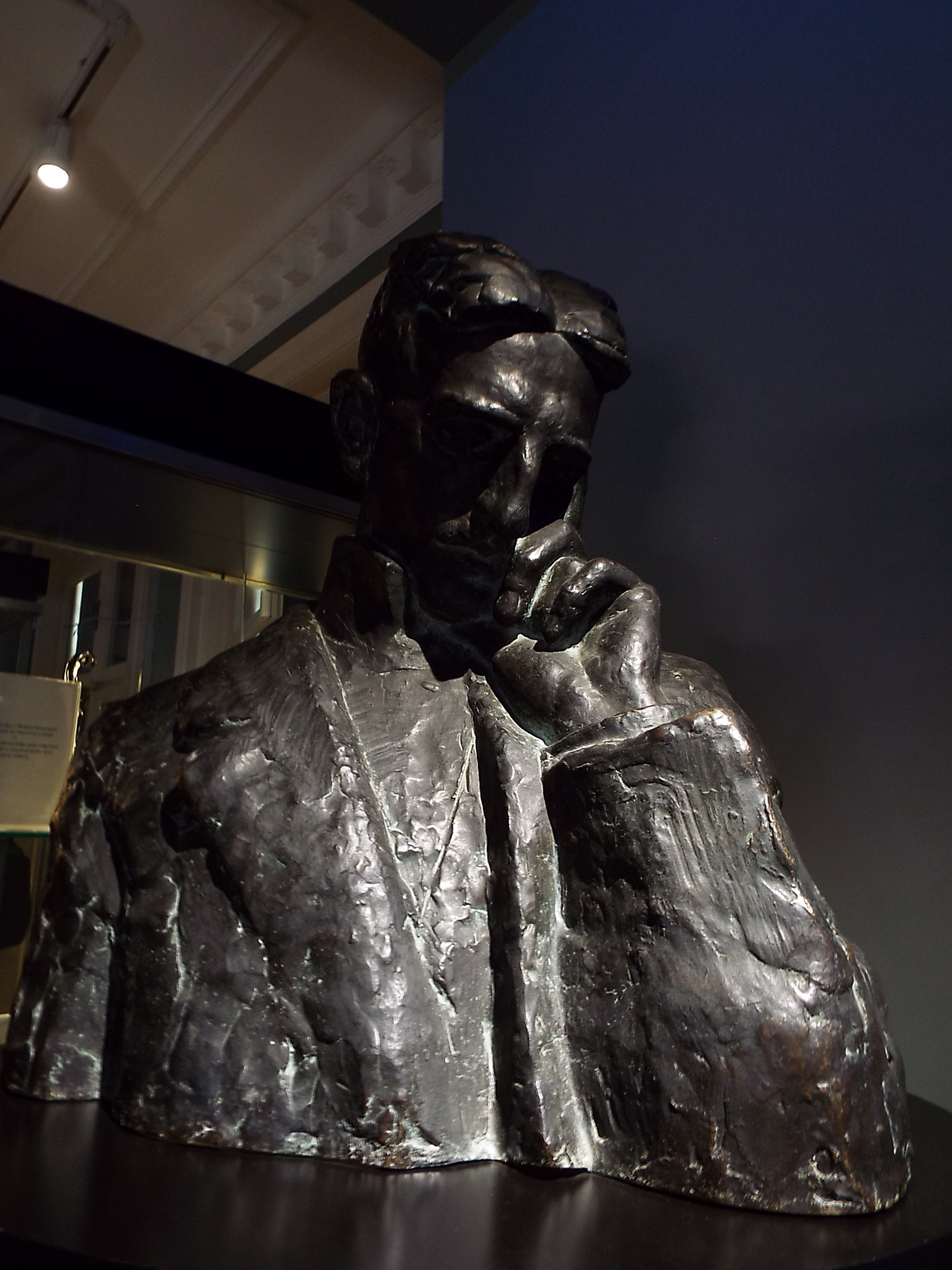
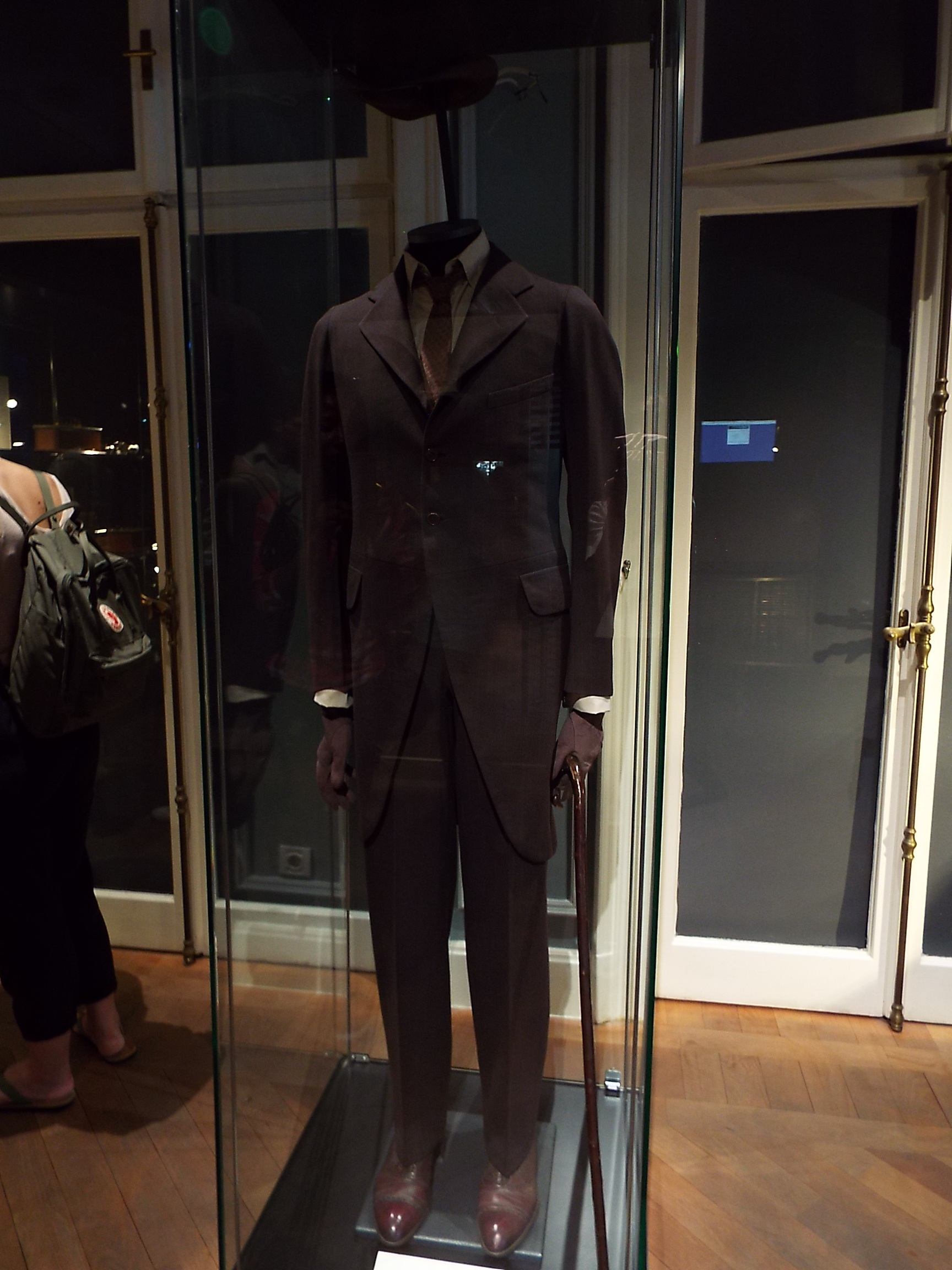